# Intel 8042
Intel 8042 je osmibitový jednočipový mikropočítač firmy Intel, plně kompatibilní s rodinami MCS-48, MCS-80, MCS-85 a MCS-86 a vnitřně téměř shodný s verzí Intel 8041. Vyrábí se v 44pinovém PLCC nebo 40pinovém DIP pouzdře. Velikost programové paměti ROM činí 2 KiB, datová RAM paměť je veliká 256 bajtů. Pracovní teplota je v rozsahu od 0 do 70 °C. Napájí se 5 V. Frekvence jádra 12 MHz.